# Domin Sport/Saison 2015
Dieser Artikel listet Erfolge und Fahrer des Radsportteams Domin Sport in der Saison 2015 auf.

## Erfolge in der UCI Europe Tour
Bei den Rennen der UCI Europe Tour im Jahr 2015 gelangen dem Team nachstehende Erfolge.
| Datum   | Rennen                            | Kat. | Fahrer          |
| ------- | --------------------------------- | ---- | --------------- |
| 1. Mai  | Memoriał Andrzeja Trochanowskiego | 1.2  | Mateusz Nowak   |
| 24. Mai | 6. Etappe Bałtyk-Karkonosze Tour  | 2.2  | Kamil Zieliński |

## Zugänge – Abgänge
| Zugänge        | Team 2014                 | Abgänge          | Team 2015 |
| -------------- | ------------------------- | ---------------- | --------- |
| Paweł Charucki | CCC Polsat Polkowice      | Wojciech Halejak | Unbekannt |
| Mateusz Nowak  | CCC Polsat Polkowice      | Bartosz Pilis    | Unbekannt |
| Jakub Fołtyn   | KS Pogoń Mostostal Puławy | Adam Wadecki     | Unbekannt |

## Mannschaft
| Name                | Geburtstag        | Nationalität |
| ------------------- | ----------------- | ------------ |
| Paweł Charucki      | 14. Oktober 1988  | Polen        |
| Artur Detko         | 18. Februar 1983  | Polen        |
| Jakub Fołtyn        | 12. März 1992     | Polen        |
| Patryk Kostecki     | 17. August 1993   | Polen        |
| Mateusz Nowak       | 15. Juli 1992     | Polen        |
| Tobiasz Pawlak      | 24. November 1995 | Polen        |
| Jarosław Rębiewski  | 27. Februar 1974  | Polen        |
| Kornel Sójka        | 8. Februar 1990   | Polen        |
| Mariusz Witecki     | 10. Mai 1981      | Polen        |
| Piotr Wojciechowski | 9. Juni 1992      | Polen        |
| Kamil Zieliński     | 3. März 1988      | Polen        |